# Nipponasellus takefuensis
Nipponasellus takefuensis là một loài chân đều trong họ Asellidae. Loài này được Matsumoto miêu tả khoa học năm 1961.